# Plan B: anhelo de satisfacción
«Plan B: Anhelo de Satisfacción» es una canción de la banda argentina Massacre del álbum Galería Desesperanza publicado en 1994. Es considerado uno de los temas emblemas de la banda.
El tema fue elegido por Gabriel Ruiz Díaz para ser tocado por Catupecu Machu y formó parte del álbum El Número Imperfecto. La canción fue publicada como sencillo en julio de 2006. El video de la canción fue dirigido por Carlos Olivan, filmado en escenarios naturales del Cerro Alcázar y Pampa de Leoncito y tiene como protagonista al cantante y guitarrista de la banda, Fernando Ruiz Díaz.